# Mohamed Khaldane
Mohamed Khaldane (Casablanca, 23 juli 1997) is een Marokkaanse voetballer die bij voorkeur als vleugelverdediger speelt. Hij verliet begin 2020 TAS de Casablanca en is sindsdien clubloos.

## Clubcarrière
Sinds het seizoen 2017/18 zit Khaldane bij de A-selectie van Raja. Op 15 oktober 2017 maakte hij hier zijn officiële debuut. In de thuiswedstrijd tegen Difaa El Jadida voor de beker viel hij in de 51e minuut bij een 1-0 stand in voor Abdeljalil Jbira. Raja Casablanca won deze wedstrijd uiteindelijk ook met 5-1. Enkele dagen later tijdens de return, startte Khaldane in de basis. Hij maakte zijn eerste officiële doelpunt op 27 november 2017, in een thuiswedstrijd tegen Rapide Oued Zem maakte Khaldane de 2-1. Die wedstrijd werd uiteindelijk gewonnen met 3-1.

## Carrièrestatistieken

### Senioren
| Seizoen         | Club            | Competitie           | Competitie | Competitie | Beker | Beker | Internationaal | Internationaal | Overig | Overig | Totaal | Totaal |
| Seizoen         | Club            | Competitie           | Wed.       | Dlp.       | Wed.  | Dlp.  | Wed.           | Dlp.           | Wed.   | Dlp.   | Wed.   | Dlp.   |
| --------------- | --------------- | -------------------- | ---------- | ---------- | ----- | ----- | -------------- | -------------- | ------ | ------ | ------ | ------ |
| 2017/18         | Raja Casablanca | Botola Maroc Telecom | 6          | 1          | 3     | 0     | 0              | 0              | 0      | 0      | 9      | 1      |
| Club totaal     | Club totaal     | Club totaal          | 6          | 1          | 3     | 0     | 0              | 0              | 0      | 0      | 9      | 1      |
| Carrière totaal | Carrière totaal | Carrière totaal      | 6          | 1          | 3     | 0     | 0              | 0              | 0      | 0      | 9      | 1      |

Bijgewerkt op 14 januari 2018.

## Erelijst
| Competitie      | Winnaar         | Winnaar         |
| Competitie      | Aantal          | Jaren           |
| Raja Casablanca | Raja Casablanca | Raja Casablanca |
| --------------- | --------------- | --------------- |
| Coupe du Trône  | 1x              | 2017            |

1 Zniti  ·
2 Douik ·
4 Gael Ngah ·
5 Moutouali ·
6 Ngoma ·
7 Islah ·
8 Al-Warfali ·
10 Benhalib ·
11 Jabroun ·
12 El Haddaoui ·
13 Benoun ·
15 Haddad ·
17 Ahadad ·
18 Hafidi ·
19 Malango ·
20 Jbira ·
21 Rahimi ·
22 Bouamira ·
25 Boutayeb ·
30 Nanah ·
55 Achchakir ·
96 Arjoune ·
98 El Wardi ·
Coach: vacant
· Assistent-coach: Safri